# 급류

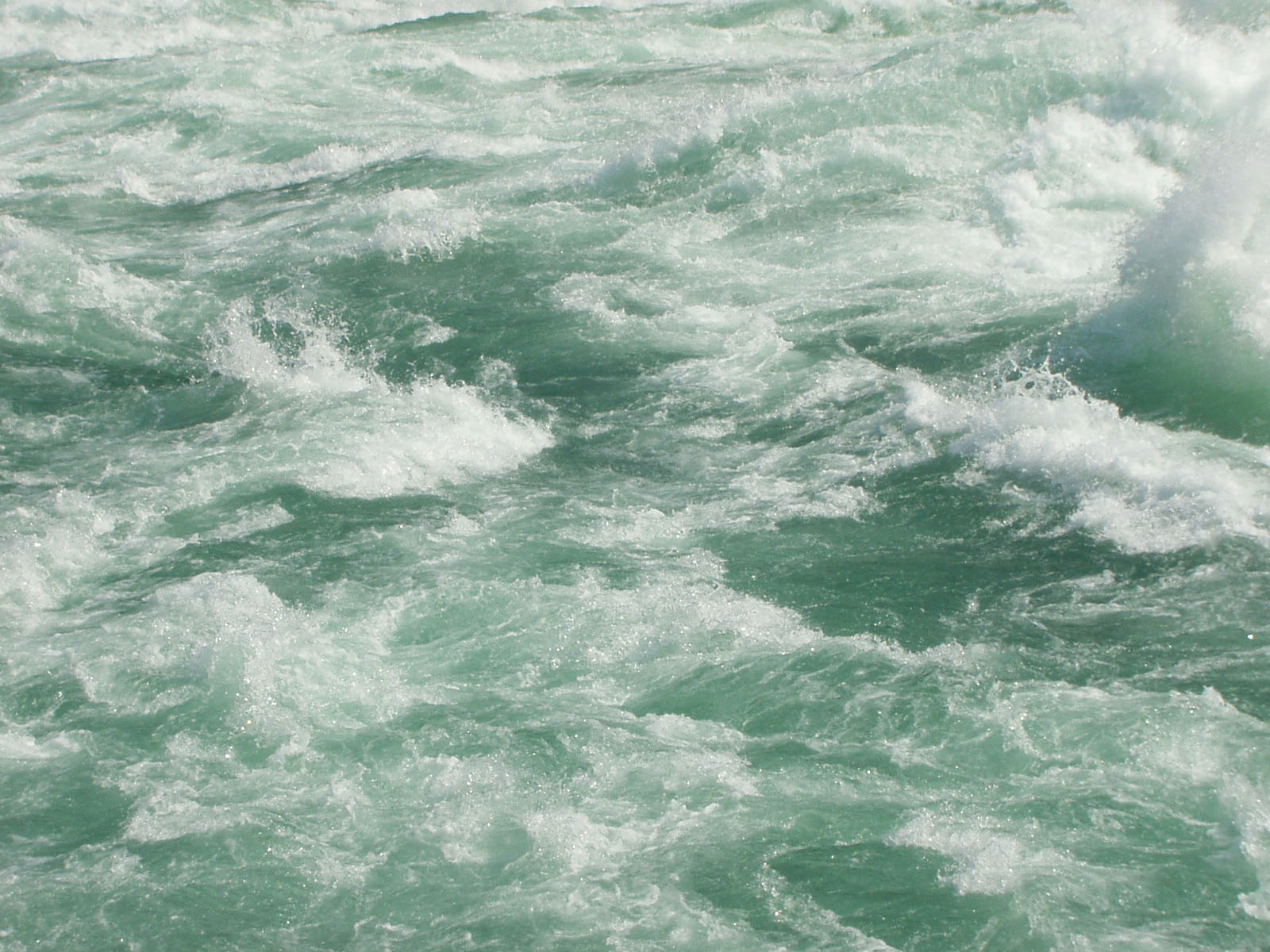
급류

급류(急流)는 물이 빠른 속도로 흐르는 곳, 물살이 빠른 곳이나 또는 그 물을 뜻함. 
또는 어떤 현상이나 사회의 급작스러운 변화를 비유적으로 이르는 말.
급류는 물의 흐름과 폭포 사이의 수문학적 특징이다. 급류는 표면 유출 위에 노출된 일부 암석으로 인해 더 좁아진 강물을 특징으로 한다.
등급은 I에서 VI 사이로 정의된다. 5등급 급류는 5.1-5.9로 특정된다. I 등급 급류는 항해가 쉬우며 조작이 거의 필요하지 않다. 등급 VI는 목숨에 위협을 주며 구조 확률이 매우 낮은 편이다.

## 같이 보기
- 유체동역학